# Dračí most
Dračí most (slovinsky Zmajski most) je silniční most v Lublani, hlavním městě Slovinska. Stojí  na severovýchodní straně Vodnikova náměstí a přemosťuje řeku Lublanici. Byl postaven na začátku 20. století a dnes je chráněnou technickou památkou.

## Etymologie
Most se původně jmenoval Most jubilea císaře Františka Josefa I. O své oficiální označení přišel po otevření, kdy se mu začalo kvůli čtyřem sochám draků říkat Dračí most.

## Historie
Most byl postaven, aby nahradil starý dřevěný most z roku 1819, který byl zasažen zemětřesením v roce 1895. Z ekonomických důvodů byl postaven z tvrzeného betonu, místo dražšího a méně hezkého kamene. Most byl postaven v dobách, kdy byla Lublaň součástí Rakouska-Uherska, a tak byl most věnován císaři Františku Josefovi I. z Habsburské dynastie. K oslavám 40 let jeho vlády (1888). Dračí most byl dostavěn v roce 1901, kdy byl starostou města Ivan Hribar, jako součást širšího plánu přestavby města. Stavitelem mostu byl rakouský inženýr Josef Melan, který se specializoval na železobetonové mostní stavby. Autorem návrhu mostu byl dalmatský architekt a Wagnerův žák Jurij Zaninović. V roce 1985 byl Dračí most kompletně rekonstruován a v roce 2001 oslavil 100. výročí.

## Architektura
Dračí most je považován za nejkrásnější most vytvořený ve stylu vídeňské secese. Byl to první vyasfaltovaný most ve Slovinsku, první železobetonový most v Lublani a jeden z prvních v Evropě. V době svého dokončení v roce 1901 byl třetím největším obloukovým mostem v Evropě. Most byl postavený Melanovým systémem, který vymyslel Josef Melan a který byl populární hlavně v USA a Německu, neboť k jeho výstavbě nemusely být použity podpůrné desky. Nejzajímavější částí mostu jsou dračí sochy stojící na piedestalech ve čtyřech rozích.

## Legenda
Jedna z legend tvrdí, že v místech, kde dnes stojí Lublaň, žil drak, kterého zabil bájný zakladatel města Iásón s ostatními Argonauty. Další z místních legend tvrdí, že když most přejde panna, tak draci zavrtí svými ocasy.